# Рахлис, Лев Яковлевич
Лев Я́ковлевич Ра́хлис (25 января 1936, Лугины, Лугинский район, Киевская область, УССР (ныне Житомирская область) — 6 января 2021, Атланта) — русский детский поэт. С 1993 года жил в США.

## Биография

### Детство и юность
Родился 25 января 1936 года в п. г. т. Лугины, Лугинского района, ныне Житомирской области.
После начала Великой Отечественной войны, в 1941 году был эвакуирован в деревню Кундуровка Оренбургской (тогда Чкаловской) области, откуда вернулся лишь в 1944 году. Его отец дошёл до Берлина, Рейхстага. На родине Лев Рахлис заканчивает 8 классов средней школы, и неожиданно его семья переезжает в Челябинск. Продолжил обучение в челябинской школе № 41.
В 1952 году его родители вернулись на Украину. В 1954 году прошёл по конкурсу в Челябинский педагогический институт. Поселился в студенческом общежитие. В это же время Рахлис и его друзья по институту узнают, что рядом с общежитием в доме № 38 по улице Сони Кривой поселился Леонид Леонидович Оболенский, вернувшийся из ссылки, о котором они знали многое как об актёре и режиссёре.
В 1957 году встретил свою будущую жену Тамару в одном из колхозов Чесменского района.

### Начало литературной карьеры
В 1958 году Рахлис опубликовал во многотиражной газете института «Молодой учитель» свою первую подборку лирических стихов.
В 1959 году, после окончания института, работал в школе-интернате № 2 г. Челябинска, затем редактором в ДК железнодорожников, где писал сценарии всевозможных праздников. И, наконец, в Челябинском государственном институте культуры в качестве преподавателя курса «Сценарное мастерство». В течение 10 лет возглавлял кафедру режиссуры массовых и театрализованных праздников.

### Литературное объединение «Экспресс»
С 1964 по 1985 год Рахлис руководил литературным объединением «Экспресс» при Дворце культуры железнодорожников. «Экспресс» был порождением Хрущёвской оттепели. Сюда приходили те из молодых авторов, которых не устраивал литературный официоз и диктат Союза писателей, некоторые осознавали себя инакомыслящими последователями группы «Снежное вино».
В «Экспрессе» занимались в основном студенты, художники, инженеры, учителя. К середине 1980-х годах тон в «Экспрессе» задавали молодые авторы. Всё же и в эти годы ориентация на независимость отличала «Экспресс» от других литературных объединений. «Экспресс» прекратил своё существование с началом «горбачёвской перестройки».

### Педагогическая деятельность
С 1972 по 1993 год работа в Челябинском государственном институте культуры (c 1991 — Челябинский государственный институт искусства и культуры). Вначале — старшим преподавателем, ведя курс «Сценарное мастерство», затем — заведующим кафедрой режиссуры театрализованных представлений и праздников, затем, уже в должности доцента, продолжал преподавание «Курса сценарного мастерства» на этой же кафедре.
В начале 1975 года Д. Б. Перчик предложил Рахлиcу организовать на кафедре курс сценарного мастерства. Рахлис разработал программу курса, будучи его родоначальником. В том же году он стал руководить кафедрой. Началось десятилетие становления специализации, обретения педагогами научной и творческой самостоятельности: повышается значимость сценарного мастерства, создаются авторские программы, появляются методические разработки. В 1976 году состоялся первый выпуск — 19 молодых специалистов.
Рахлис стал автором целого ряда методических и сценарных разработок. Здесь его сценарный опыт приобретает не только практическую, но и педагогическую направленность. Постоянное общение с детьми в моменты своих многочисленных литературных встреч, подтолкнуло его к мысли о необходимости создания специальных сценарно-методических разработок по развитию творческих способностей у детей. Им была придумана, сценарно разработана, а затем и издана «Весёлая разминка на уроке» как одна из ступенек по раскрепощению личности ребёнка на пути к творчеству. Брошюра включала около 50 сценарных вариантов весёлых разминок.

### Библиотека игровых занятий для детей
В начале 1990-х годов, в соавторстве с Николаем Шиловым в течение ряда лет они создают своеобразную Библиотечку игровых занятий в помощь воспитателям детских садов и учителям начальных классов.
- «Здравствуй, бабушкин сундук». Пакет сценариев развлекательно-познавательных занятий.
- «Цветик-семицветик». Пакет сценариев развлекательно-познавательных занятий.
- «Школа Винни-Пуха». Уроки словотворчества и весёлого сочинительства. Пакет сценариев развлекательно-познавательных занятий.
- «Кит по имени „Н“, Кит по имени „В“, Кит по имени „Ф“». Сценарии развлекательных занятий для старших групп детского сада.
- «Мир чудес». Три сценарно-режиссёрских сериала. Сюжетно-игровая марафон-программа, состоящая из 22 занятий-уроков и включающая в общей сложности 82 авторские игры.
- «Кого Аист в клюве принёс». Праздничное игроскоп-шоу для именинников. 12 сценариев, 12 конкурсно-игровых программ.
- «У Пимпампончика в гостях». Допиши-книжка, рассчитанная на такое сотворчество детей, когда они становятся коллективными соавторами.
- «Хозяева-гости». Сценарий театрализованной развлекательной программы для ребят разновозрастных групп детского сада.

В 1993 году эмигрировал в США, жил в Атланте, работал сначала преподавателем в школе, в университете, а потом стал журналистом.
В 1994 году Международное общество пушкинистов, в жюри которого входил Евгений Евтушенко, наградило Льва Рахлиса за стихотворение об отце «Восьмая рана» почётной грамотой.
С 1996 года — главный редактор газеты «Русский Дом» в Атланте. Входит в список «Наши люди» газеты «Наша Канада».
Был женат. Есть дочь, зять, внучка и кошка Фиона.

## Хроника публикаций и выступлений
- 1961 год — на Всеуральский День поэзии, вместе с писателями из Свердловска, Кургана, Магнитогорска и т. д., был приглашён и молодой поэт Л. Рахлис. Его в числе группы литераторов пригласили выступить по телевидению. Он прочитал стихотворение, которое называлось «Еврейские мелодии». Стихотворение было услышано в высоких инстанциях, и его вызвали в Обком партии для проработки, после чего он надолго попал в чёрные списки как самого Обкома КПСС, так и КГБ. Запланированная в издательстве книга юмористических миниатюр, авторами которой были Николай Егоров и Лев Рахлис, подверглась решительной чистке. Рахлиса из неё вычистили, оставив для издания только миниатюры Егорова.
- 1960-е годы — начало литературной деятельности. За это время опубликовал свои юмористические миниатюры в ряде коллективных сборников: «Рассудите сами», «Приключение сувенира», «Когда падают шишки». Нередко печатался в газете «Комсомолец», иногда — в журнале «Урал». С появлением «Вечернего Челябинска» немало своих стихотворений опубликовал и в этом издании.
- В сентябре 1964 года — первое занятие литературного объединения «Экспресс», которое Лев Рахлис организовал на базе Дворца культуры железнодорожников.
- 1968 год — сдана в Южно-Уральское книжное издательство первая рукопись для детей — «Шишел-Мышел». В течение пяти лет она «ходила» по инстанциям и рецензентам, а в 1973 году вышла в печать в виде первой самостоятельной книжки.
- Декабрь 1985 года — вышла вторая детская книжка — «То ли правда, то ли нет?» (Южно-Уральское книжное издательство, тираж — 100 000 экземпляров).
- Январь 1986 года — «То ли правда, то ли нет?» — повторный тираж (100 000 экземпляров).
- 1989 год — «Чтобы всё росло вокруг» (художник А. Кабаков), издательство «Детская литература», Москва.
- 1992 год — «Загадки деда Буквариона». Занимательная азбука. Издательство «Трит», Челябинск. В эти же годы появляются подборки детских стихов в различных коллективных сборниках — в Москве, Свердловске, Челябинске.

## Критические отзывы
Дмитрий Кузьмин в связи с выдвижением Рахлиса на соискание Русской премии выражает недовольство его «пахнущими нафталином детскими стишками», «вызывающими в памяти обреченную попытку Мандельштама потрудиться на ниве советской агитационной поэзии („Есть разных хитростей у человека много, / И жажда денег их влечет к себе, как вол. / Кулак Пахом, чтоб не платить налога, / Наложницу себе завел!“ — ничто в творческой деятельности поэта Рахлиса не выдает его осведомленности о существовании поэта Мандельштама, но ведь откуда-то он должен был взять имя „Пахом“ — не из жизни же?)».
Марина Стуль, диссидентка и сослуживица Рахлиса по Челябинскому институту культуры и искусства, подчёркивает, что Рахлис «несёт маленькому читателю „тёплое словечко“, потому что без него „не прожить и дня“»

### Книги
- Шишел-мышел.[9] — Южно-Уральское книжное издательство, 1972.
- То ли правда, то ли нет? — Южно-Уральское книжное издательство, 1986.— 32 с., 265 000 экз.
- Чтобы всё росло вокруг — М.: Детская Литература[10], 1989.
- Загадки деда Буквариона — Челябинск: 1991.
- Тук-тук — Атланта, 2001
- Подарили рыбке зонтик — Уральское книжное издательство «Л.Т.Д.», 2002, 208 стр.
- Кит по имени «Н» (в соавторстве с Н. Шиловым) — сборник сценариев развлекательно-познавательных занятий для старших групп детского сада — 2005. 255 стр.
- На зелёном острове Борнео — Челябинск: Издательство Татьяны Лурье, 2008, около 200 стр.[11]
- Я иду по ковру — стихи-каламбуры — Издательство Э.РА, Москва, 2010, более 200 стр.

### Публикации
Публикации в коллективных сборниках
- «Рассудите сами» (1961)
- «Когда падают шишки» (1967)
- «Приключения сувенира» (1968) — Челябинск: Южно-Уральское книжное издательство
- «Между летом и зимой» — М.: Детская литература, (1989)
- «Начинается рассказ» — Свердловск: Средне-Уральское книжное издательство (1972)
- Дворец культуры железнодорожников[12] Челябинск (1968—1972).

Новогодние спектакли
- «Тайна еловой шишки».
- «Сказка о принце и морских рыбках».
- «Мальчиш-Кибальчиш». Сказка на тему Аркадия Гайдара.
- «Дети леса». Фантазия на тему сказки Лесли Ричардсон.
- «Пятеро друзей и чертов хвост». По мотивам мультипликационного фильма.

### Журналистика: статьи, очерки, интервью
- …Меня нет, но я возможен (Беседа с учёным-гуманитарием Михаилом Эпштейном)
- Вот приходит Юлий Ким… (интервью)
- Дорога к храму. Документальное повествование от первого лица в жанре устного рассказа. (Татьяна Иваровна Смилга-Полуян)
- Парижанин из Одессы, проживающий в Атланте (Штрихи к портрету Георгия Кирилловича Сосенко)
- Если нельзя, но очень хочется… (Беседа с Чемпионом мира по плаванию — Игорем Важениным…)
- Роняет лес багряный свой убор (Заметки о читателе)
- West Nile Virus (интервью с Андреем Перелыгиным, благодаря которому стало возможным важное открытие в области биологии.)
- Кружка с Пивером: Что-то вроде анекдотов (очерк; несколько историй, рассказанных Л. Г. Пивером)
- На фоне Атланты
- Интервью поэта Льва Рахлиса
- Льву Рахлису 75 лет!